# Jornal da Noite (Band)
Jornal da Noite é um telejornal noturno brasileiro, produzido e exibido pela Rede Bandeirantes, que vai ao ar de segunda a sexta. Estreou em 1986 sob o comando de Lillian Witte Fibe.

## História
O telejornal estreou em 1982. Em 1986, passou a ter Lillian Witte Fibe na bancada.Na época o Jornal da Noite era propriedade do Governo do Estado de São Paulo. Lillian saiu da bancada em 1987, deixando para os jornalistas José Paulo de Andrade e Geraldo Canali que assumiram como âncoras e depois de duas semanas, o telejornal deixou de ser do governo e se tornou independente, sendo comandado por Rafael Moreno e Maria Lins, até 1988, quando foi substituído pelo Jornal de Vanguarda. Em 1989, o Jornal da Noite retornou a grade, com Rafael Moreno e Doris Giesse, que tinham feito dupla no Vanguarda. Os dois ficaram até 1991, quando Dárcio Arruda assume, ficando até 1992, passando o comando para Chico Pinheiro que assume o jornal até 1994 e Carla Vilhena entra no lugar de Pinheiro, ficando até 1995, quando Sérgio Rondino assume o programa. Rondino ficou até 2002, quando a jornalista Maria Cristina Poli assume o telejornal; um ano depois, Roberto Cabrini assume o comando do jornal sem bancada, apresentando o jornal em pé e com reportagens de cunho investigativo, Cabrini ressaltava nas chamadas do jornalístico: "Eu sou um repórter que apresenta e não um apresentador que faz reportagem". Nesta fase, ele adotava o jargão O jeito diferente de fazer telejornal. Em 2008, Cabrini assina com a RecordTV, e provisoriamente Eleonora Pascoal apresenta até que em seu lugar entra Boris Casoy. Com passagens pelo SBT e Record, e depois de menos de 1 ano fora do ar, Casoy estreou em abril e ficou no jornal até 30 de setembro de 2016, sendo sucedido por Fábio Pannunzio. Em 2019, com o falecimento de Ricardo Boechat, Pannunzio passa apresentar o Jornal da Band sendo substituído inicialmente pelo jornalista Rafael Colombo, que acabou por dar espaço para Carol Nogueira e depois para Marina Machado.
Depois, Panuzzio retornou ao Jornal da Noite, ficando até 4 de setembro de 2019, quando decidiu deixar a Band por motivos de saúde. Ele foi substituído por Sérgio Gabriel. 
Em 2021, Gabriel é substituído pelo jornalista do BandNews TV Felipe Vieira.. Em janeiro de 2022, Vieira ganha a companhia de Cynthia Martins, vinda do extinto Band Notícias, na bancada do Jornal da Noite.